# Jørn Mader
Jørn Mader, född 9 juni 1947 i Svendborg, död 1 december 2023 i Svendborg var en dansk journalist, författare och sportkommentator. 
Under sin karriär arbetade han för Fyens Stiftstidende, Politiken, Danmarks Radio och TV 2.
Åren 1989 till 2003 var han tillsammans med Jørgen Leth knuten till TV 2 Sporten som kommentator för cykelloppet Tour de France.
Han var också kommentator för PlayStation 2 och PC-spelet "Athens 2004", om hur de tävlande klarar sig i de olika kategorierna.
Jørn Mader var känd för sina smått poetiska kommentarer . Om Jan Ullrich lät det från Jørn Mader 2003.
| ”                  | Kraftverket från Rostock, en stor, kraftigt trampande tysk, en torped som skjuts genom luften, en kraftbomb, praktiskt taget plöjer upp asfalten, benen går som stora kolvar på den tyska maskinen, en rullande Bismarck. | „ |
| – Jørn Mader 2003. | |   |